# Ádám Bódi
Ádám Bódi (Nyíregyháza, 18 ottobre 1990) è un calciatore ungherese, centrocampista del Kazincbarcika.

## Palmarès

### Club

#### Competizioni nazionali
- Supercoppa d'Ungheria: 3

Debrecen: 2007, 2009, 2010
- Campionato ungherese: 4

Debrecen: 2008-2009, 2009-2010, 2011-2012, 2013-2014
- Coppa d'Ungheria: 3

Debrecen: 2009-2010, 2011-2012, 2012-2013
- Coppa di Lega ungherese: 1

Debrecen: 2009-2010